# Discours de Bruges
Pour les articles homonymes, voir Bruges (homonymie).
 (juillet 2023).
 (juillet 2023).
- Si vous ne connaissez pas le sujet, laissez ce bandeau (vous pouvez alors contacter les auteurs).
- Si vous supprimez le contenu mis en cause (vous pouvez préalablement contacter les auteurs),

argumentez précisément cette suppression dans la page de discussion
(un manque de référence n'est pas un argument ; une recherche réelle de référence doit avoir été effectuée, être formellement documentée).

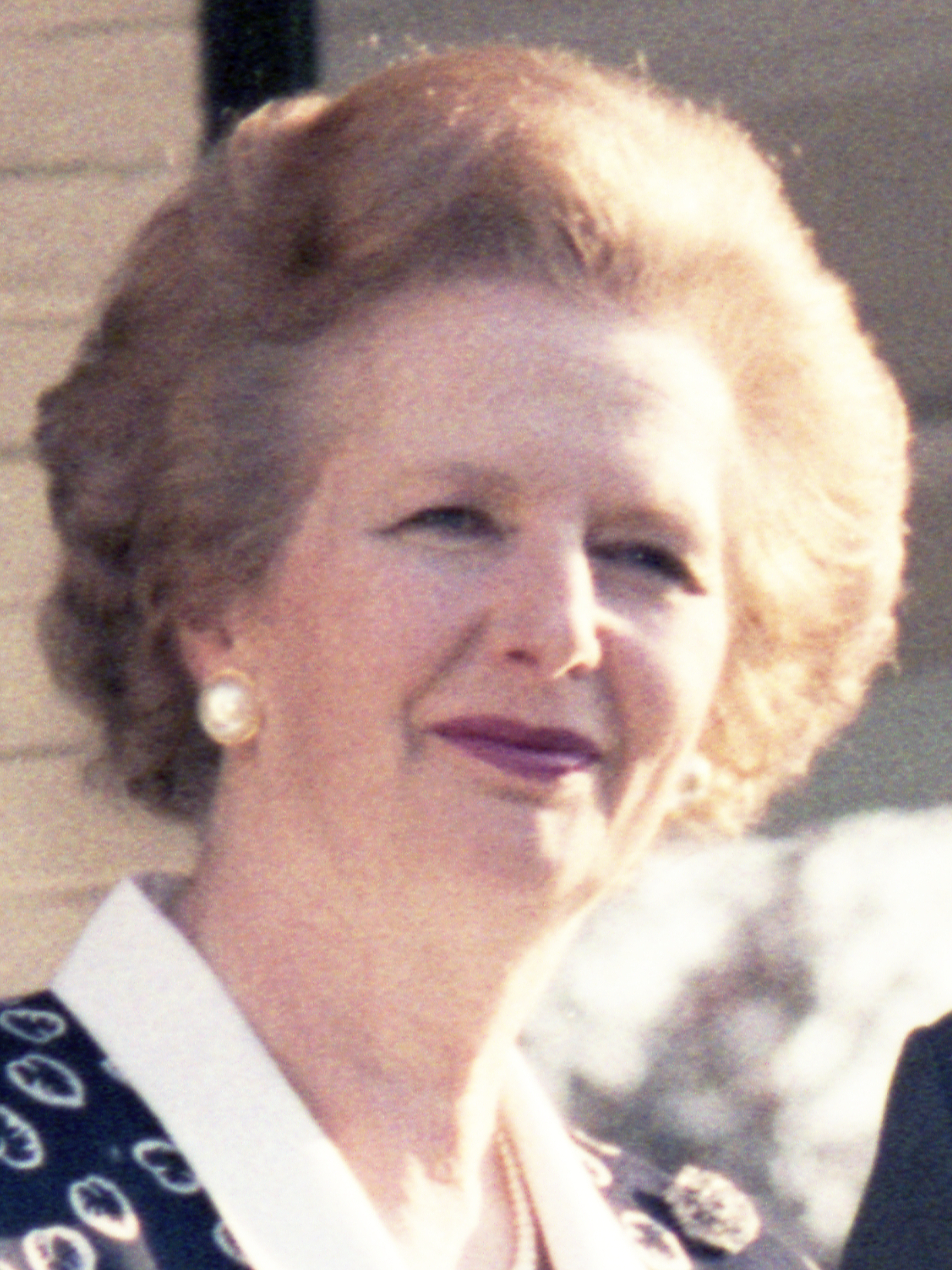
Margaret Thatcher en 1987

Le discours de Bruges est un discours prononcé par la Première ministre britannique Margaret Thatcher le 20 septembre 1988 au Collège d'Europe à Bruges en Belgique à l’occasion de l’ouverture de l’année académique, devant près de huit cents personnes dont le Premier ministre belge, Wilfried Martens. C’est le début d’une tournée pendant laquelle elle en profite pour exposer sa vision de l’Europe, expliquant comment elle doit évoluer si l’on souhaite réussir en matière d'économie, de défense, de qualité de vie et d’influence dans le monde. Dans son discours, l'Europe doit fonctionner selon la méthode coopérative, doit être l'outil de la création du marché commun et les États membres doivent se placer dans une logique internationaliste. Margaret Thatcher s’adresse principalement à ses partenaires européens en les avertissant que leurs choix pour l’Europe ne sont pas les bons mais son discours a aussi un certain usage interne. Elle se veut donc persuasive, son objectif étant d’imposer une nouvelle doctrine pour l’Europe.

## Contenu de son discours

### Fonctionnement de l'Europe selon la méthode coopérative
Tout d’abord, l’« Europe des patries » est le modèle auquel adhère Margaret Thatcher et dans lequel la Grande-Bretagne a parfaitement sa place. Mme Thatcher affirme que  « notre [La Grande-Bretagne] destin est en Europe, car nous sommes membre de la Communauté ». Le Premier ministre fait cette remarque parce que cela n’allait pas forcément de soi pour tous, puisque comme elle le souligne dans l’introduction de son discours, la presse dressait d'elle un portrait très anti-européen à tel point qu’on pourrait la comparer, selon elle, à Gengis Khan, un Empereur Mongol du XIIe siècle réputé barbare sanguinaire et destructeur. De plus, elle introduit une rupture avec les gouvernements travaillistes précédents qui avaient souvent menacé les partenaires européens de retrait de la Communauté. Ce qu’elle souhaite, c’est rester mais moduler l’Europe selon ses propres convictions. Ainsi, en 1984 elle diffusa un document, Europe the future, dans lequel elle livrait sa « vision » de l’avenir de la construction européenne. Elle explique ensuite dans le texte ce que ne doit pas être l’Europe. « Nous Européens, ne pouvons pas nous permettre de gaspiller notre énergie dans des querelles internes ou dans d’obscurs débats institutionnels ». Elle récuse ici les débats en cours sur la mise en place d’un nouveau traité qui devrait notamment opérer des réformes institutionnelles allant dans le sens d’une plus grande intégration européenne. Elle s’oppose aussi à la création d’une banque européenne centrale et d’une monnaie unique, dont la mise en œuvre est à l’étude par le Comité d’experts de Jacques Delors. La « dame de fer » refuse ces mesures car son désir est d’achever le Marché unique mais nullement de se diriger vers l’Union économique et monétaire (l’UEM), c'est-à-dire une politique monétaire européenne commune, ce qui signifierait une nette perte de souveraineté en matière. Dans ses mémoires, elle explique que l’Europe « conçue pour être une libre association de nations souveraines et une communauté favorisant le libre échange par un assouplissement de réglementations, dérivait vers le centralisme et l’étatisme ». Elle ajoute à ce propos, que les « forces du fédéralisme et de la bureaucratie se renforçaient dans l’ombre : une coalition de gouvernements socialistes et de chrétiens démocrates en France, Espagne Italie et Allemagne aspiraient à accélérer le rythme de l’intégration et une Commission pourvue de pouvoirs discrétionnaires s’était mise à manipuler ses propres décisions » . Pour prouver les excès du centralisme, elle avait, pendant l’été précédant ce discours demandé à son administration de lui exposer en détail comment la Commission repoussait les frontières de sa compétence dans des secteurs nouveaux (culture, éducation, santé et sécurité sociale). Elle conclut là-dessus qu'« au nom d’un « idéal » européen, le gaspillage européen, la corruption, l’arbitrage atteignaient des niveaux que n’avait prévu aucun. » Il est donc plus que nécessaire pour elle de réagir et de réorienter l’Europe sur le droit chemin.
Ensuite, la Communauté est l’« outil » permettant la création du Grand marché commun, condition nécessaire, selon Mme Thatcher, à la prospérité des peuples et à la puissance de l’Europe.

### Création d'un marché commun
Elle prône dans un premier temps « l’Europe des entreprises ». Elle se livre, pour ceci, à une apologie du libre-échange. La Grande-Bretagne en est le modèle : « La Grande-Bretagne a montré l’exemple en ouvrant son marché aux autres », « La Cité de Londres (…) est le plus grand centre financier d’Europe, et celui qui a le mieux réussi.» Ce qui est donc nécessaire pour l’Europe, c’est la libre circulation des capitaux, la libre prestation des services bancaires, financiers, d’assurance, et d’investissement, l’abolition du contrôle des changes et l’utilisation plus grande de l’Écu. Elle cherche donc à substituer progressivement à l’union douanière originale, une vaste zone de libre échange mais sans se diriger pour autant vers une Union économique et monétaire (UEM) ou une « Union européenne » réclamée notamment par la France et qui devraient être pour certains l’étape suivante.
Mme Thatcher affirme que « les éléments de base existent : le traité de Rome ». Pour elle, le droit communautaire originaire suffit, il suffit de prendre les directives nécessaires pour traduire son contenu qui pour elle n’a pas encore été totalement « mis en pratique ».

### États européens dans une logique internationaliste
Enfin, l’objectif final de Margaret Thatcher est d’aboutir à l’ « internationalisme » cela d’abord en matière économique par la construction d’une zone de libre échange de plus en plus large. C’est à ce souci qu’avait répondu dans un premier temps la construction de l’AELE, puis de façon plus générale la politique commerciale commune. Mais, elle explique dès le début de son discours que le destin de la Grande-Bretagne est soit en Europe mais « cela ne signifie pas qu’il se limite à l’Europe ». Le grand marché doit donc à terme s’étendre au reste du monde. Les préférences britanniques vont bien vers un système international ouvert et libéral, telle que le prévoit le GATT.  C’est pourquoi le Premier ministre britannique a souvent dénoncé ce qu’elle appelle « le protectionnisme » français ou européen. À ce propos elle écrit dans ses mémoires : « J’aurais eu plus de sympathie pour [les idées de François Mitterrand] si la France n’avait pas été si farouchement protectionniste » . Elle entend ici l’attitude de la France concernant par exemple la Politique agricole commune (PAC). En effet, à cette époque, l’Union européenne consacre 70 % de son budget à ce programme, dont les paysans français sont les principaux bénéficiaires. Dans son discours elle argumente qu’il « faut réformer les politiques communes qui sont manifestement mauvaises ou inefficaces ». Ceci est une attaque implicite envers la politique commune à laquelle il faut également appliquer les principes du libéralisme économique.  La « Dame de fer » veut s’attaquer à ce qu’elle désigne le « racket protectionniste des pays riches car la liberté de commerce permet aux pays pauvres d’élever leur niveau de vie et celle de leurs habitants ». Le libéralisme économique est donc à pratiquer à grande échelle car c’est le seul moyen efficace pour aboutir à une prospérité globale mais aussi à la paix parce que les liens économiques entre les nations renforcent la compréhension mutuelle en même temps que les intérêts mutuels. Pour aller réaliser ce projet, elle voit l’Europe comme l’outil qui peut étendre le modèle libéralisme et la prospérité par la voie de l’élargissement, alors que les défenseurs de l’Europe fédérale sont des « internationalistes aux vues étroites » qui placent les intérêts de la Communauté au-dessus des intérêts de la grande communauté internationale. Pour elle, une telle position « affaiblit et fait même perdre toute raison d’être à des institutions internationales comme l’OTAN et le GATT » . Elle avait ainsi dans ce sens salué le dernier élargissement à l’Espagne et le Portugal de 1986 qui avait d’ailleurs permis à ses entreprises automobiles de pénétrer le marché espagnol. Cela allait en effet dans le sens d’un marché commun toujours plus large. Dès que possible, elle voudrait également élargir la Communauté aux pays de l’Est. C’est ce qu’elle entend lorsqu’elle dit « la Communauté n’est pas une fin en soi » (l. 13). L’idéal à terme, c’est que le Marché unique s’étende au maximum. Pour elle l’Europe était une entité plus large que la Communauté, elle s’étendait jusqu’à l’Oural et « devait certainement inclure l’Europe nouvelle de l’autre côté de l’Atlantique » 
Cependant, il est important de voir l’intérêt de la Grande-Bretagne à faire partie de la Communauté européenne car elle lui assure, le cas échéant une protection contre les offensives américaines (acier) ou contre les demandes du Tiers Monde (textile). Elle sait donc jouer à la fois de son intégration dans l’Europe pour « concurrencer les États-Unis, le Japon et les autres puissances économiques » soit rééquilibrer sa relation avec le géant américain mais aussi s’allier aux États-Unis pour forcer la Communauté européenne à s’ouvrir par l’intermédiaire du GATT et à respecter l’alliance atlantique. 
En matière de défense, la Grande-Bretagne ne souhaite pas que l’Europe concurrence l’OTAN. Dans ce texte, le Premier ministre britannique fait plusieurs fois référence à la défense et à la sécurité ( « la sécurité de son peuple », « sécurité », « défense »). Certes, la Grande-Bretagne ne s’est pas opposée à la réactivation de l’Union de l'Europe occidentale, formée en 1954 après l’échec de la Communauté européenne de défense (CED), par les six et le Royaume-Uni. L’UEO a donné un cadre juridique permettant le réarmement allemand, mais on peut se demander s’il ne s’agissait pas surtout d’une façon commode de surveiller le couple franco-allemand. Dans le sens de Margaret Thatcher, il faut continuer à s’engager auprès des États-Unis et reconnaître le rôle mondial qu’ils assument. L'UEO ne doit pas être une solution de rechange à l’OTAN mais le moyen de renforcer la contribution de l’Europe à la défense commune de l’Ouest. Ainsi, la Grande-Bretagne montre un soutien sans faille à l’OTAN dont elle accepte la politique de croissance des armements, la maîtrise de l’arme nucléaire par les États-Unis... De plus, son amitié sincère avec le Président Reagan renforce cette « relation spéciale ». Elle acceptera ainsi contre l’avis de ses partenaires européens de suivre les États-Unis dans leur sortie de l’UNESCO en 1985.

## Conclusion
Le discours de Bruges s’inscrit dans une campagne de Thatcher pour diffuser sa doctrine sur le futur de l’Europe. Celle-ci doit demeurer une coopération entre États-nations et constituer l’outil qui introduira le marché unique par une série de déréglementations permettant la libre circulation .  Elle répond par là directement à la déclaration du Président de la Commission, Jacques Delors qui prône au contraire une plus forte intégration en augmentant les pouvoirs des institutions européennes par un transfert de compétences des États. L’idée de Thatcher à terme s’avère d’élargir le Marché commun car le libéralisme économique est pour elle le seul moyen efficace permettant plus de prospérité et favorisant la paix. En matière de défense, elle souhaite que l’Europe reste alliée avec les États-Unis afin que le bloc occidental soit toujours plus puissant. Ce discours laisse de plus transparaître l’intérêt que la Grande-Bretagne voit à jouer à la fois sur sa pleine intégration dans l’Europe et sur la préservation de sa relation spéciale avec les Américains, ce qui lui permet non seulement de gagner en autonomie par rapport à l’Amérique mais également de profiter d’une vaste zone de libre échange.[réf. nécessaire]
Quelles ont été les conséquences de ce discours ? Sur un plan interne, les Europhiles n’auront plus du tout confiance en Thatcher et feront tout pour provoquer sa chute. Sur le plan européen, elle ne parviendra pas à empêcher ses partenaires de créer l’Union monétaire et de rédiger un nouveau traité qui instaurera une série de mesures contraires à ses vues.[réf. nécessaire]

## Sources

## Compléments

### Lectures approfondies
- Jean-Claude Sergeant, La Grande-Bretagne de Margaret Thatcher, 1979-1990, PUF, 1994  (ISBN 978-2130465102)
- Catherine Cullen, Margaret Thatcher, une dame de fer, Odile Jacob, 1991  (ISBN 978-2738101167)
- Peter Jenkins, La Révolution de Madame Thatcher, ou la Fin de l'ère socialiste, Robert Laffont, 1991  (ISBN 978-2221066447)
- Jean-Louis Thiériot, Margaret Thatcher, de l'épicerie à la Chambre des lords, Éditions de Fallois, 2007  (ISBN 978-2877066129)
- Margaret Thatcher, 10, Downing Street : mémoires I, Albin Michel, 1993  (ISBN 978-2226065902)
- Margaret Thatcher, Les Chemins du pouvoir : mémoires II, Albin Michel, 1995  (ISBN 978-2226078353)